# Cylindrepomus viridipennis
Cylindrepomus viridipennis là một loài bọ cánh cứng trong họ Cerambycidae.